# ومضة فنار (مسلسل)
ومضة فنار مسلسل عماني تأليف فرحان هادي وبهية الشكيلية واخراج يوسف البلوشي·

## أحداث المسلسل
تدور أحداث المسلسل في إطار اجتماعي تشويقى حول شاب فقد والده وهو صغير، وبعد ثمانية وعشرون سنة يبدأ رحلة البحث عن والده، فهل ينجح في إيجاده أم أن ما فقد يفقد للأبد.

## فريق العمل
- إيمان محمد علي
- شمعة محمد
- صالح زعل
- طالب محمد
- أمينة القفاص